# Барбадос на Светском првенству у атлетици на отвореном 2013.
Барбадос је учествовао на Светском првенству у атлетици на отвореном 2013. одржаном у Москви од 10. до 18. августа, четрнаести пут, односно учествовао је на свим првенствима до данас. Репрезентацију Барбадоса представљало је девет учесника (7 мушкараца и 2 жене) који су се такмичили у пет тркачких дисциплина.
На овом првенству Барбадос није освојио ниједну медаљу, али је постигнут један национални рекорд.

## Учесници
| Мушкарци: - Рамон Гитенс — 100 м, 4х100 м - Ендру Хајндс — 100 м, 4х100 м - Рајан Бретвајт — 110 м препоне - Грегмар Свифт — 110 м препоне - Леви Кадоган — 4х100 м - Шејн Бретвајт — 4х100 м - Ackeem Forde — 4х100 м | Жене: - Sade Sealy — 400 м - Кир Беклс — 100 м препоне |  |

## Резултати

### Мушкарци
| Атлетичар                                                          | Дисциплина    | Лични рекорд       | Предтакмичење | Предтакмичење | Квалификације        | Квалификације        | Полуфинале            | Полуфинале           | Финале               | Финале       | Детаљи                                     |
| Атлетичар                                                          | Дисциплина    | Лични рекорд       | Резултат      | Место         | Резултат             | Место                | Резултат              | Место                | Резултат             | Место        | Детаљи                                     |
| ------------------------------------------------------------------ | ------------- | ------------------ | ------------- | ------------- | -------------------- | -------------------- | --------------------- | -------------------- | -------------------- | ------------ | ------------------------------------------ |
| Рамон Гитенс                                                       | 100 м         | 10,02              | слободни      | слободни      | 10,19 КВ             | 3. у гр 7            | 10,31                 | 7. у гр 3            | Није се квалификовао | 21 / 54 (56) | Архивирано на веб-сајту (28. октобар 2013) |
| Ендру Хајндс                                                       | 100 м         | 10,03              | слободни      | слободни      | 10,38                | 5. у гр 2            | Није се квалификовао  | Није се квалификовао | Није се квалификовао | 37 / 54 (56) | Архивирано на веб-сајту (6. јануар 2014)   |
| Рајан Бретвајт                                                     | 110 м препоне | 13,14 (0.0 m/s) НР |               |               | 13,40 КВ             | 3. у гр 1            | 13,64                 | 6. у гр 1            | Није се квалификовао | 14 / 33 (34) |                                            |
| Грегмар Свифт                                                      | 110 м препоне | 13,48              | 13,79         | 7. у гр 4     | Није се квалификовао | Није се квалификовао | Није се квалификовао  | 26 / 33 (34)         |                      |              |                                            |
| Ендру Хајндс Лави Кадоган Шејн Бретвајт Рамон Гитенс Ackeem Forde* | 4 х 100 м     | 38,94 НР           | 38,94 НР      | 4. у гр 2     |                      |                      | Није се квалификовала | 15 / 22 (23)         |                      |              |                                            |

- Атлетичар у штафети означен звездицом био је резерва и није учествовао у трци штафете.

### Жене
| Атлетичарка | Дисциплина    | Лични рекорд | Квалификације | Квалификације | Полуфинале            | Полуфинале            | Финале                | Финале       | Детаљи |
| Атлетичарка | Дисциплина    | Лични рекорд | Резултат      | Место         | Резултат              | Место                 | Резултат              | Место        | Детаљи |
| ----------- | ------------- | ------------ | ------------- | ------------- | --------------------- | --------------------- | --------------------- | ------------ | ------ |
| Sade Sealy  | 400 м         | 51,24        | 55,45         | 7. у гр. 3    | Није се квалификовала | Није се квалификовала | Није се квалификовала | 34 / 35 (36) |        |
| Кир Беклс   | 100 м препоне | 13.01 НР     | 13,47         | 6. у гр. 4    | Није се квалификовала | Није се квалификовала | Није се квалификовала | 31 / 36 (37) |        |